# 谢尔比 (蒙大拿州)
谢尔比（Shelby）位于美国蒙大拿州西北部，是图尔县的县治。